# 瀬戸口克陽
瀬戸口 克陽（せとぐち かつあき、1973年（昭和48年）9月9日 - ）は、日本のテレビドラマプロデューサー。TBSテレビ執行役員。妻は自民党政治家の小渕優子。結婚後の姓は小渕。

## 経歴
鹿児島県出身。鹿児島県立鶴丸高等学校時代はバスケットボール部所属。東京大学経済学部を卒業後、1996年（平成8年）にTBSに入社した。その後、バラエティ番組のスタッフを経て、1997年よりドラマ制作の道へ進む。
1998年（平成10年）編成局編成部へ異動。
2001年（平成13年）ドラマ部に戻りプロデューサーとなる。
2004年（平成16年）12月7日に、TBSの同期入社でもあった自由民主党衆議院議員の小渕優子と結婚。小渕姓を名乗る。
2008年（平成20年）に エランドール賞「プロデューサー賞奨励賞」を受賞した。
2009年（平成21年）には米エンターテインメント業界誌ハリウッド・レポーター誌の「アジアの次世代」（NEXT GENERATION ASIA）に選出される。
2010年（平成22年）、プロデューサーを務めた『TBS開局60周年 99年の愛〜JAPANESE AMERICANS〜』は、橋田壽賀子が脚本を手掛け、演出の福澤克雄と『華麗なる一族』や映画『私は貝になりたい』以来再びタッグを組んだ5夜連続の近代史ドラマの集大成というべき作品で、高視聴率も話題となった。
2012年（平成24年）に編成局編成部へ異動し、部次長に昇進した。2015年6月に再びドラマ制作部に戻る。
2019年（令和元年）7月1日付で編成局編成部長に昇進した。その後、2020年7月から編成局長となっている。
2024年（令和6年）1月1日付でヒューマンリソース戦略担当の執行役員に就任した。週刊文春ではジャニーズも担当していると報じた。

## 人物
- 『花より男子』、『華麗なる一族』などヒット作を手掛け、高視聴率を出したことから高視聴率男と呼ばれるようになる[14]。
- プロデュース作品『Around40〜注文の多いオンナたち〜』から広まった「アラフォー」という言葉は、2008年新語・流行語大賞で年間大賞に選ばれ、社会現象にもなった[11]。
- 編成時代には大ヒット作となった「半沢直樹」や「VIVANT」などの企画立ち上げにも関わった。
- 2023年からは立教大学でグローバルリーダーシッププログラムの兼任講師を務めている。

## テレビドラマ
プロデューサー・プロデュース
- 日韓共同制作ドラマ・フレンズ（2002年）
- 夢のカリフォルニア（2002年）
- 真夜中の雨（2002年）
- GOOD LUCK!!（2003年）
- 恋文 〜私たちが愛した男〜（2003年）
- ホームドラマ!（2004年）
- 砂の器（2004年）
- Mの悲劇（2005年）
- 放送50周年記念・広島 昭和20年8月6日（2005年）
- 花より男子（2005年）
- 花より男子2（2007年）
- 華麗なる一族（2007年）（企画）
- 山田太郎ものがたり（2007年）（チーフプロデューサー）
- Around40〜注文の多いオンナたち〜（2008年）
- スマイル（2009年）
- こちら葛飾区亀有公園前派出所（2009年）
- JNN50周年記念スペシャル 天国で君に逢えたら（2009年）
- 獣医ドリトル（2010年）
- 99年の愛〜JAPANESE AMERICANS〜（2010年）
- 運命の人（2012年）
- NTTドコモ 20周年スペシャルドラマ 夢の扉 特別編「20年後の君へ」（2012年）
- 99.9-刑事専門弁護士-（2016年）
- A LIFE〜愛しき人〜（2017年）
- 99.9-刑事専門弁護士- SEASON II（2018年）
- 花のち晴れ〜花男 Next Season〜（2018年）
- THE GOOD WIFE / グッドワイフ（2019年）
- Heaven? 〜ご苦楽レストラン〜（2019年）

演出補
- Sweet Season（1998年）

## 映画
企画・プロデュース
- 私は貝になりたい（2008年、東宝）
- 花より男子F（2008年、東宝）
- 99.9-刑事専門弁護士-THE MOVIE（2021年、松竹）